# الانتفاضة في بلوشسان في السبعينيات
```
كانت 
انتفاضة بلوشسان في السبعينيات
 نزاعًا عسكريًا استمر خمس سنوات في 
بلوشستان
، أكبر مقاطعة في باكستان، بين الجيش الباكستاني والانفصاليين البلوش ورجال القبائل التي استمرت من 1973 إلى 1978.
```

بدأت العملية في عام 1973 بعد وقت قصير من إقالة الرئيس الباكستاني آنذاك ذو الفقار علي بوتو حكومة مقاطعة بلوشستان المنتخبة بحجة اكتشاف أسلحة في السفارة العراقية، ظاهريًا لمتمردين البلوش. كما أدى الاحتجاج الذي أعقب ذلك دعوات لانفصال بلوشستان، والتي قوبلت بأمر بوتو للجيش الباكستاني بدخول المقاطعة. شغل أكبر خان بوجتي منصب حاكم المقاطعة خلال المراحل الأولى من الصراع. قاد الجنرال تكا خان العملية نفسها ضد عدد غير معروف من المسلحين الذين نسقهم ساردارهم البلوش، أو زعماء القبائل، وأبرزهم خير بخش المري وعطاء الله منغال. قدمت إيران الدعم العسكري للعملية.